# Malagoniella chalybaea
Malagoniella chalybaea är en skalbaggsart som beskrevs av Blanchard 1846. Malagoniella chalybaea ingår i släktet Malagoniella och familjen bladhorningar. Inga underarter finns listade i Catalogue of Life.